# Jürgen Spitzmüller
Jürgen Spitzmüller (* 30. März 1973 in Kenzingen, Baden-Württemberg) ist ein deutscher Linguist. Er lehrt als Universitätsprofessor an der Universität Wien, Philologisch-kulturwissenschaftliche Fakultät, und hat den Lehrstuhl für Angewandte Sprachwissenschaft inne. Seine Forschungsschwerpunkte sind Soziolinguistik, Sprachreflexion und Sprachideologien, Metapragmatik, Linguistik der Typografie und Diskurslinguistik.

## Leben und Wirken
Spitzmüller studierte von 1994 bis 2000 Germanistik und Geschichtswissenschaft an der Albert-Ludwigs-Universität Freiburg. Er wurde 2004 in deutscher Sprachwissenschaft an der Universität Freiburg mit einer Arbeit zum Anglizismendiskurs in deutschen Medien promoviert. Von 2003 bis 2007 war er als Assistent, von 2007 bis 2015 als Oberassistenz am Deutschen Seminar der Universität Zürich tätig. 2013 habilitierte er sich mit einer Arbeit zur Soziolinguistik typographischer Gestaltung an der Philosophischen Fakultät der Universität Zürich, er erhielt die Venia Legendi für Sprachwissenschaft des Deutschen und wurde zum Privatdozenten ernannt. 2015 wurde Spitzmüller als Nachfolger von Ruth Wodak als Professor für Angewandte Sprachwissenschaft an das Institut für Sprachwissenschaft der Universität Wien berufen.
Spitzmüller war Gastprofessor an den Universitäten Hamburg (2012) und Wien (2014) und an der Polytechnischen Universität Peter der Große St. Petersburg (2019), weiterhin hatte er Gastdozenturen an der Gakushūin-Universität Tokio (2007) und der Karlsuniversität Prag (2019).

## Schriften (Auswahl)
Als Autor
- Metasprachdiskurse: Einstellungen zu Anglizismen und ihre wissenschaftliche Rezeption. Walter de Gruyter, Berlin/New York 2005, ISBN 978-3-11018-458-7. (Dissertation, Universität Freiburg, 2004)
- mit Ingo H. Warnke: Diskurslinguistik: Eine Einführung in die transtextuelle Sprachanalyse. Walter de Gruyter, Berlin/Boston 2011, ISBN 978-3-11022-996-7.
- Graphische Variation als soziale Praxis: Eine soziolinguistische Theorie skripturaler 'Sichtbarkeit'. Walter de Gruyter, Berlin/Boston 2013, ISBN 978-3-11033-424-1. (Habilitationsschrift, Universität Zürich, 2013)
- mit Reiner Keller, Achim Landwehr, Wolf-Andreas Liebert, Werner Schneider und Willy Viehöver: Diskurse untersuchen. Ein Gespräch zwischen den Disziplinen. Beltz Juventa, Weinheim/Basel 2020, ISBN 978-3-7799-6145-1.
- Soziolinguistik: Eine Einführung. J.B. Metzler, Heidelberg 2022, ISBN 978-3-476-05860-7.

Als Herausgeber
- mit Kersten Sven Roth, Beate Leweling und Dagmar Frohning: Streitfall Sprache. Sprachkritik als angewandte Linguistik? Hempen-Verlag, Bremen 2002, ISBN 3-93410-621-8.
- mit Christa Dürscheid: Perspektiven der Jugendsprachforschung. Trends and Developments in Youth Language Research. Verlag Peter Lang, Frankfurt/M. 2006, ISBN 3-63-1537-34-4.
- mit Christa Dürscheid: Zwischentöne. Zur Sprache der Jugend in der Deutschschweiz. Verlag Neue Zürcher Zeitung, Zürich 2006, ISBN 3-03823-226-2.
- mit Kersten Sven Roth: Textdesign und Textwirkung in der massenmedialen Kommunikation. UVK, Konstanz 2007, ISBN 978-3-7445-1653-2.
- mit Ingo H. Warnke: Methoden der Diskurslinguistik. Sprachwissenschaftliche Zugänge zur transtextuellen Ebene. Walter de Gruyter, Berlin/New York 2008, ISBN 978-3-11-020041-6.
- mit Kersten Sven Roth, Birte Arendt und Jana Kiesendahl: Sprache, Universität, Öffentlichkeit. Festschrift für Jürgen Schiewe. Hempen-Verlag, Bremen 2015, ISBN 978-3-944312-25-5.
- mit Gerd Antos und Thomas Niehr: Handbuch Sprache im Urteil der Öffentlichkeit. Walter de Gruyter, Berlin/Boston 2019. ISBN 978-3-11-029577-1.
- mit Helmut Gruber und Rudolf de Cillia: Institutionelle und organisationale Kommunikation. Theorie, Methodologie, Empirie und Kritik. Gedenkschrift für Florian Menz. V & R unipress/Vienna University Press, Göttingen 2020. ISBN 978-3-8471-1125-2.